# Ндола
Ндо́ла (англ. Ndola) — второй по величине город Замбии.

## География
Расположен в северной части страны, примерно в 10 км от границы с Демократической Республикой Конго. Административный центр медедобывающей провинции Коппербелт. Абсолютная высота — 1304 метра над уровнем моря.

## Климат
| Показатель                    | Янв. | Фев. | Март | Апр. | Май  | Июнь | Июль | Авг. | Сен. | Окт. | Нояб. | Дек. | Год  |
| ----------------------------- | ---- | ---- | ---- | ---- | ---- | ---- | ---- | ---- | ---- | ---- | ----- | ---- | ---- |
| Средний суточный максимум, °C | 26,6 | 26,9 | 27,4 | 27,5 | 26,6 | 25,1 | 25,2 | 27,5 | 30,5 | 31,5 | 29,4  | 27,0 | 27,6 |
| Средняя температура, °C       | 20,8 | 20,8 | 21,0 | 20,5 | 18,6 | 16,5 | 16,7 | 19,2 | 22,5 | 23,7 | 22,5  | 21,0 | 20,3 |
| Средний суточный минимум, °C  | 17,1 | 17,1 | 16,5 | 14,4 | 10,8 | 7,9  | 7,8  | 10,2 | 13,6 | 16,2 | 17,1  | 17,2 | 13,8 |
| Норма осадков, мм             | 292  | 249  | 170  | 45   | 3    | 0    | 0    | 0    | 2    | 31   | 130   | 305  | 1227 |
| Источник: World Climate       |      |      |      |      |      |      |      |      |      |      |       |      |      |

## История
Город был основан в 1904 году на месте рынка рабов.

## Население
По данным на 2013 год численность населения составляет 528 330 человек.
Динамика численности населения города по годам:
| 1990    | 2000    | 2013    |
| ------- | ------- | ------- |
| 329 228 | 374 757 | 528 330 |

## Транспорт
В Ндола расположен один из трёх международных аэропортов страны (другие 2 находятся в Лусаке и Ливингстоне), который принимает рейсы из Лусаки, Йоханнесбурга и Найроби. Город связан железнодорожной линией с городами Кабве, Лусака, Ливингстон, Капири, Мпоши, Мпика, Накоде и Китве.

## Города-побратимы
- Порту, Португалия
- Реджайна, Канада
- Махачкала, Россия
- Уолфиш-Бей, Намибия